# Szigetvár
Szigetvár (croat: Siget, serbi: Siget/Сигет, turc antic: Sigetwar, modern Sigetvar o Zigetvar) és una ciutat del comtat de Baranya a Hongria del sud. El municipi ocupa 39,51 km² i la seva població al cens del 2009 era de 10.900 habitants.

## Història

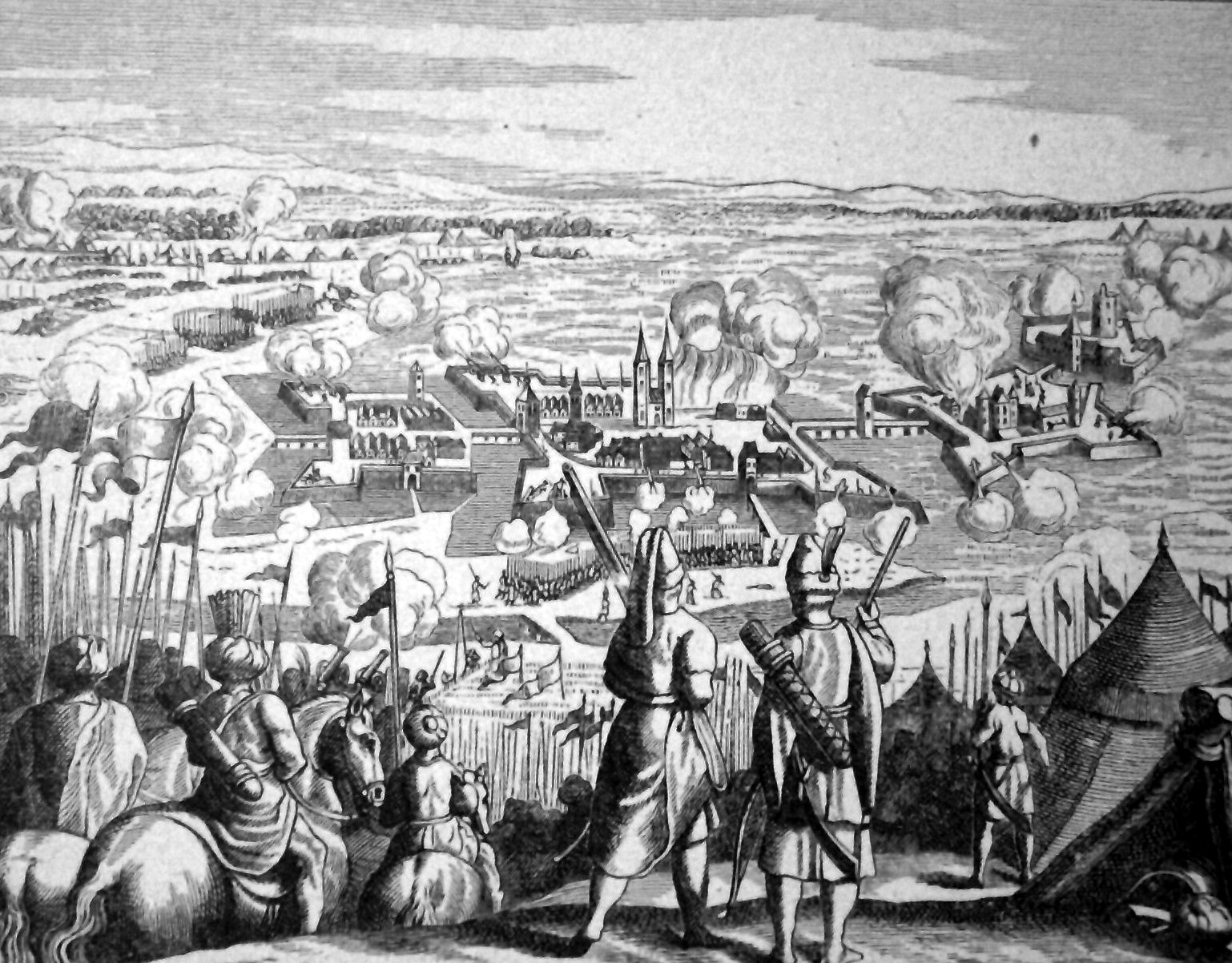
Atac turc contra la fortalesa de riu de Szigetvár (1566)

Ja hi ha indicis d'assentament a la zona de maresma en temps dels celtes i dels romans.
La vila, situada a la vora del riu Almas, era poc important però al segle xv els Habsburg hi van construir un castell en una illa artificial creada omplint l'àrea pantanosa i conduint el corrent a un canal. Al castell, caminant per la part superior de les seves parets externes, de 4 metres de gruix en alguns llocs, hi ha grans vistes de la ciutat. Encara subsisteix el pont interior. Amb això va esdevenir un centre militar dels Habsburg, que va agafar importància quan van caure en mans dels otomans Székesfehérvár i Pécs, viles episcopals i reials. Els otomans la van atacar sense èxit el 1556. Deu anys després, el 1566, Solimà el Magnífic va conduir una campanya contra la ciutat, que va oposar forta resistència; el sultà va morir dos dies abans de l'atac final del 8 de setembre de 1566; el comte Miklós Zrínyi (croat: Nikola Šubić Zrinski) va morir al castell com un heroi, amb la seva gent; una estàtua eqüestre del comte (nascut a Zrin actualment a Croàcia, i mort a Szigetvár el 7 de setembre de 1566) es va construir a la ciutat per commemorar el seu sacrifici. Una tomba per Solimà (amb les seves vísceres) fou construïda la vora de la ciutat pels turcs així com una mesquita i un minaret que encara es conserva parcialment. L'antic palau Andrássy, avui dia un museu dedicat a Miklós Zrínyi i a la història del castell, es troba proper a la mesquita.
Szigetvár fou llavors capital d'un sandjak (temporalment un vilayat o beglerbegilik) que va quedar governat per l'antic alaybegi de Pécs, Iskender i va dependre del liwà de Budin (1566 a 1595). El liwà de Szigetvár estava format per 10 nahiyeler que abraçaven els antics districtes del sandjak de Pécs-Mohács i alguns territoris novament adquirits i nominalment algunes places encara per conquerir. El juny de 1594, Tiryaki Hasan, que ja hi havia governat cinc vegades abans, fou nomenat beglerbegi de Szigetvár i dels sandjaks de Pozsega (turc Pozhegha) i Pécs (turc Pecuy) que el setembre de 1595 van passar a dependre de Szigetvár com a liwàs, però només fins al 1597 quan el pashalik fou abolit i el sandjak de Szigetvár va ser integrat al vilayat de Kanizsa (turc Kanizhe) el 1600 (fins al final). Els darrers habitants hongaresos havien abandonat la ciutat el 1579 quedant només cinc famílies gitanes que s'havien convertit a l'islam. La guarnició del castell va perdre efectius al llarg del segle xvii. La ciutat es va rendir als austríacs el 13 de febrer de 1689. Van quedar dues mesquites (de Sultan Süleyman i d'Ali Pasha, aquesta darrera reconvertida a església cristiana) i un edifici (que no se sap perquè es feia servir) que són les úniques grans mostres de la presència turca a la ciutat durant 123 anys.
El 1966, en el 400è aniversari del setge, Szigetvár va recuperar el seu antic rang de ciutat. El desenvolupament fou ràpid i la seva població actual ja és d'uns 12.000 habitants (finals de 2011). Junt amb fàbriques de sucre i de sabates, i ha força petits negocis privats que donen feina a la població. La ciutat té un hospital regional amb 450 llits, algunes escoles primàries i escoles d'ensenyament secundari, un alberg d'estudiants per a 100 persones, així com una escola de música.

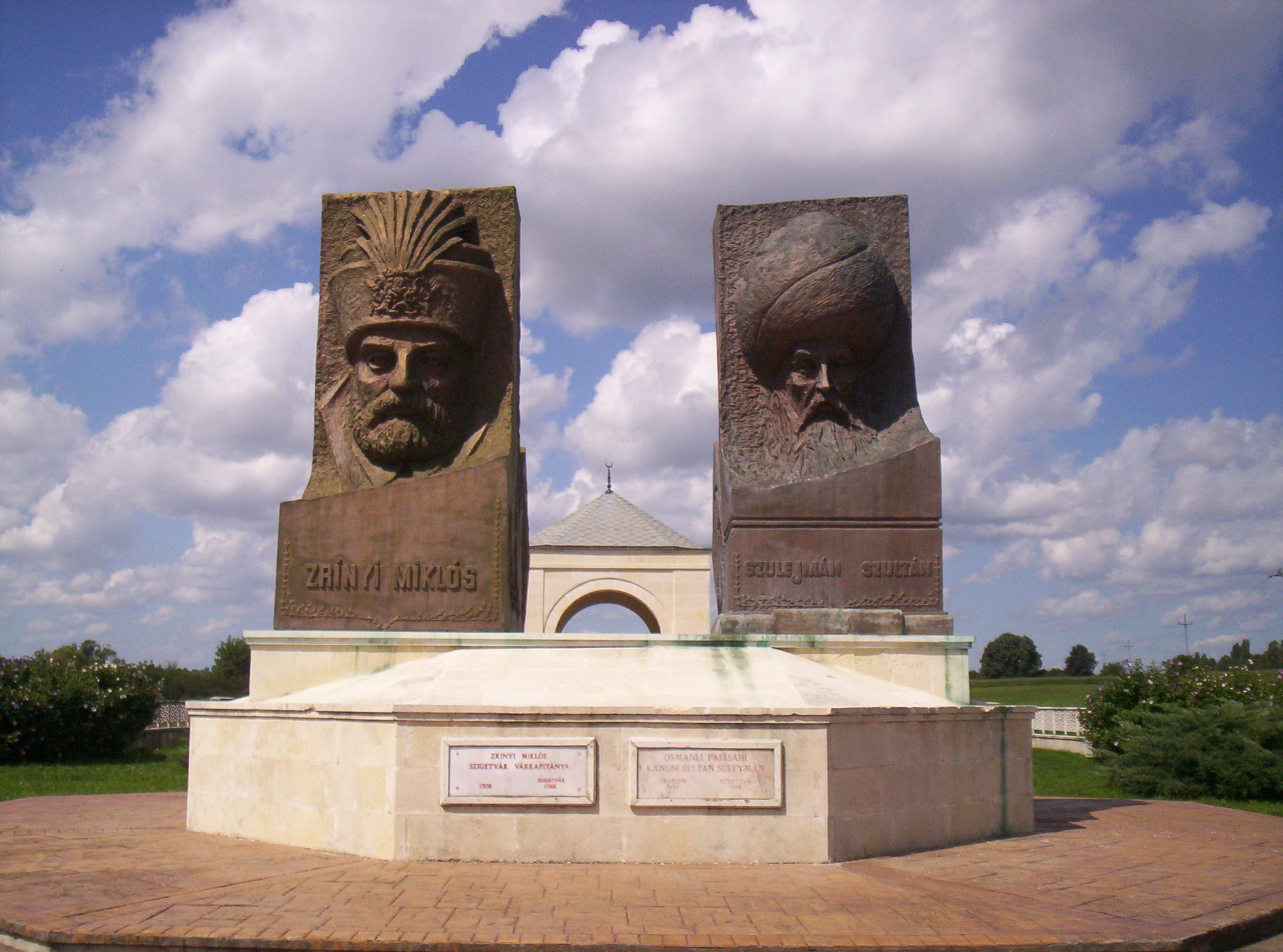
Parc de l'Amistat turco-hongaresa a Szigetvar
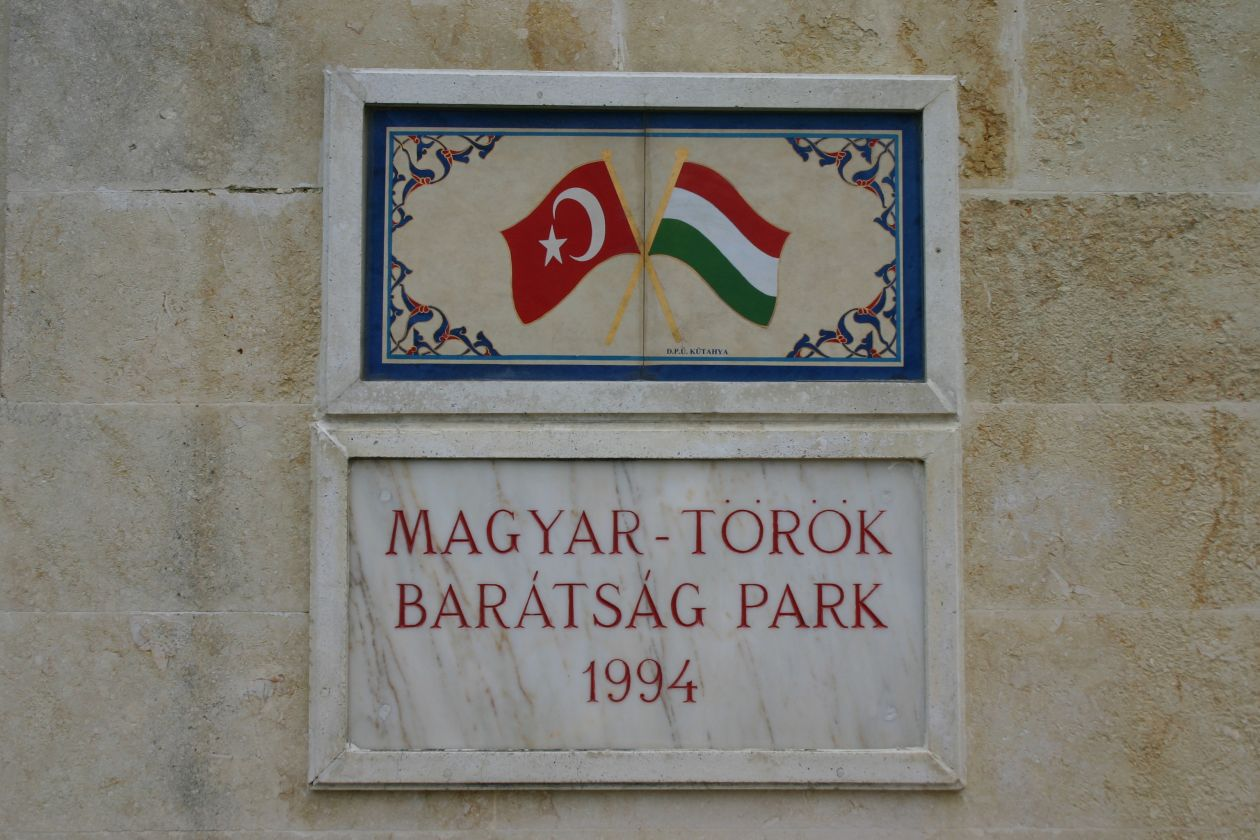
Parc de l'Amistat turco-hongaresa a Szigetvar